# Neomochtherus distans
Neomochtherus distans är en tvåvingeart som beskrevs av Tsacas 1968. Neomochtherus distans ingår i släktet Neomochtherus och familjen rovflugor. Inga underarter finns listade i Catalogue of Life.